# Sternwarte Altona
Die Sternwarte Altona in der Palmaille 9 im heutigen Hamburg-Altona wurde 1823 von Heinrich Christian Schumacher gegründet und nach seinem Tod 1850 noch bis 1871 weiterbetrieben. Die Errichtung erfolgte auf Anregung des dänischen Staatsministers Johannes von Mösting auch im Hinblick auf die Landesvermessung von Holstein, mit der Schumacher, Professor für Astronomie an der Universität Kopenhagen und zuvor Direktor der Mannheimer Sternwarte, beauftragt worden war. Als sich 1864 die deutschen „Elbherzogtümer“ von Dänemark lossagten und in Hamburg-Bergedorf ein neues Observatorium entstand, wurde die Sternwarte 1874 nach Kiel verlegt.

## Gründung und Landesvermessung

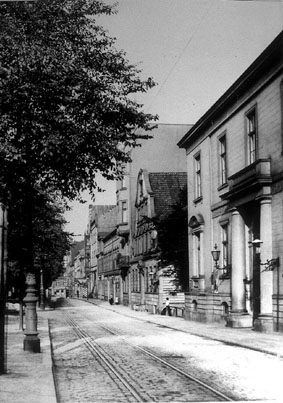
Barockes Wohnhaus von Schumacher in Bildmitte

Nachdem Schumacher 1815 an die Kopenhagener Sternwarte zurück berufen worden war, initiierte er eine groß angelegte Vermessung Jütlands von Skagen bis Lauenburg. Um die dänischen Messungen an die europäische Gradmessung anzuschließen, gelang es Schumacher, Gauß in Göttingen mit den hannoverschen Messungen im Süden („Gaußsche Landesaufnahme“) am jütländischen Projekt zu beteiligen. Zur Verbindung beider Messnetze wurde in Altona eine Fundamentalstation benötigt.
1821 erwarb Schumacher ein barockes Giebelhaus in der Palmaille in Altona/Elbe, das damals noch unter dänischer Verwaltung stand. Er richtete auf dem Gartengrundstück eine Sternwarte ein, die in erster Linie der genauen Ortsbestimmung dienen sollte. Das Gartengrundstück fiel steil zur Elbe ab und befand sich zwischen Palmaille und Van-der-Smissen-Straße
am Olbersweg (damals Karolinenstraße). Von den Erkern des Hauses aus konnten mehrere Vermessungspunkte nach Süden sowie der Turm der Hamburger Michaeliskirche im Osten anvisiert werden. Im Garten stellte Schumachers Freund Johann Georg Repsold einen Meridiankreis auf. 1824 wurde die astronomische Längen-Differenz zwischen Altona und dem Greenwich-Observatorium mittels einer „Chronometerexpedition“ bestimmt – was damals wesentlich aufwändiger war als die Weltlängenbestimmungen des 20. Jahrhunderts. Siehe auch Altonaer Meridian.
In Altona begann Schumacher 1821 mit der Herausgabe der Astronomischen Nachrichten, einer führenden astronomischen Fachzeitschrift.
Während des Schleswig-Holsteinischen Aufstands ab 1848 wurde das Haus des königstreuen dänischen Beamten Schumacher von Soldaten umstellt. Er selbst stand unter Hausarrest und starb Ende 1850.

## Langwierige Verlegung nach Kiel
Unmittelbar nach Schumachers Tod beabsichtigte das Finanz-Departement in Kiel, die Sternwarte zu schließen. An der Universität Kiel war die Einrichtung eines Lehrstuhls für Astronomie, einschließlich einer Sternwarte, geplant. Außerdem gab es in unmittelbarer Nähe die Hamburger Sternwarte. In Altona waren hingegen Fabriken entstanden, deren Schornsteinrauch die Beobachtungen beeinträchtigte. Aus Geldmangel musste ein Teil der Geräte verkauft werden und ging u. a. an die Universitäten Kopenhagen und Kiel sowie an die Marine. Die Bibliothek ging an einen Berliner Antiquar. Einige Werke konnte später zurückgekauft werden.
Schumachers langjähriger Mitarbeiter Adolph Cornelius Petersen übernahm kommissarisch die Leitung der Sternwarte. Ihm fehlten allerdings die weltmännische Gewandtheit und die Fremdsprachenkenntnisse seines Vorgängers. Um die Skripte, die von Astronomen aus aller Welt eingingen, für die Astronomischen Nachrichten zu verwerten, musste Petersen erst Sprachunterricht nehmen. Petersen starb 1854.
Eine dänische Kommission entschied schließlich, dass die Altonaer Sternwarte vorerst weiter betrieben werden sollte. Als letzter Direktor wurde 1854 Christian August Friedrich Peters eingesetzt, der zuvor an den Sternwarten Hamburg, Pulkowo und Königsberg gearbeitet hatte.
Die Astronomischen Nachrichten wurden weiter herausgegeben. In den folgenden Jahren erschienen 58 Bände. Allerdings ließ die Qualität deutlich nach. Peters hatte eine Abneigung gegen russische Astronomen und überwarf sich mit einer Reihe seiner deutschen Kollegen. Die Nachrichten wurden zu einem parteiischen Blatt, von dem sich viele Autoren fernhielten.
Durch den Deutsch-Dänischen Krieg verlor die Sternwarte die finanzielle Unterstützung. Als Standort für eine neue Sternwarte wurde Kiel gewählt.
1871 waren Baupläne und -Vermessung abgeschlossen und Peters siedelte mit seiner Familie nach Kiel über. Die Bauarbeiten begannen im Frühjahr 1874. Nach einer ungewöhnlich kurzen und hastigen Bauphase konnte die Kieler Sternwarte bereits im Oktober 1874 eingeweiht werden.
Das Gebäude in der Palmaille wurde 1941 bei einem Bombenangriff zerstört. Einen Neubau bezog 1962 die Bundesforschungsanstalt für Fischerei. Seit 2008 wird der Standort vom Max Rubner-Institut für seinen Fachbereich Fischqualität genutzt.

## Ausstattung der Sternwarte
Die Sternwarte Altona verfügte über einen Meridiankreis mit 10,38 cm Öffnung (46 Pariser Linien à 2,2558 mm) und ein Äquatorialfernrohr von Repsold, einen 1865 erbauten Refraktor mit 11,7 cm Öffnung und 1,95 m Brennweite sowie über weitere kleinere Geräte. Die Instrumente bildeten später die Grundausstattung der Kieler Universitätssternwarte.